# Monika Kaserer
Monika Kaserer (Neukirchen am Großvenediger, 10 maggio 1952) è un'ex sciatrice alpina austriaca, vincitrice di una Coppa del Mondo di slalom gigante e di due medaglie iridate.

## Biografia

### Stagioni 1969-1974
Sciatrice polivalente, Monika Kaserer in Coppa del Mondo ottenne il primo risultato di rilievo nella stagione 1968-1969, il 3 gennaio a Oberstaufen piazzandosi 9ª in slalom gigante, e il primo podio Il 18 dicembre 1971, giungendo 3ª in slalom speciale a Sestriere alle spalle della francese Françoise Macchi e della tedesca occidentale Rosi Mittermaier. Si piazzò 30ª nella discesa libera, 13ª nello slalom gigante e 7ª nello slalom speciale agli XI Giochi olimpici invernali di Sapporo 1972, sua prima presenza olimpica, e chiuse la stagione di Coppa del Mondo al 2º posto nella classifica di slalom gigante, staccata di 39 punti dalla vincitrice Annemarie Moser-Pröll, e al 4º in quella generale, con sei podi.
Il 17 gennaio 1973 vinse la prima gara in Coppa del Mondo, lo slalom speciale di Grindelwald, e in quella stessa stagione 1972-1973 conquistò la Coppa del Mondo di slalom gigante con 16 punti di vantaggio sulla Moser-Pröll e - dopo aver ottenuto nove podi con tre vittorie - concluse 2ª nella classifica generale, alle spalle della Moser-Pröll di 74 punti, e 3ª in quella di slalom speciale. L'anno dopo fu convocata per i Mondiali di Sankt Moritz 1974, dove si aggiudicò la medaglia di bronzo nella combinata e si piazzò 4ª nella discesa libera, 5ª nello slalom gigante e 7ª nello slalom speciale. Anche in quella stagione 1973-1974 in Coppa del Mondo fu 2ª nella classifica generale dietro alla Moser-Pröll, che ebbe 115 punti di margine, e chiuse 3ª in quella di slalom gigante; i suoi podi stagionali furono tre, con due vittorie.

### Stagioni 1975-1980
Nella stagione 1975-1975 fu nuovamente 3ª nella Coppa del Mondo di slalom gigante, mentre in quella successiva prese parte ai XII Giochi olimpici invernali di Innsbruck 1976, sua ultima presenza olimpica, classificandosi 9ª nella discesa libera, 6ª nello slalom gigante e non completando lo slalom speciale; in quella stagione 1975-1976 in Coppa del Mondo, dopo aver ottenuto otto podi (due le vittorie), chiuse al 3º posto nella classifica generale e al 2º in quella di slalom gigante, battuta dalla svizzera Lise-Marie Morerod di 25 punti.
Il 27 febbraio 1977 a Furano vinse la sua ultima gara di Coppa del Mondo, uno slalom gigante, e alla fine di quella stagione 1976-1977 risultò 3ª nella classifica generale e 2ª, staccata di 32 punti dalla Morerod, in quella di slalom gigante; i suoi podi stagionali furono otto, con due vittorie. Salì per l'ultima volta sul podio in Coppa del Mondo il 10 gennaio 1978 sulle nevi di Les Mosses in slalom gigante, piazzandosi 2ª dietro la liechtensteinese Hanni Wenzel; un mese dopo partecipò ai Mondiali di Garmisch-Partenkirchen 1978, dove conquistò la medaglia di bronzo nello slalom speciale. L'ultimo piazzamento internazionale della sua attività agonistica fu il 15º posto ottenuto nello slalom gigante di Coppa del Mondo disputato a Saint-Gervais-les-Bains il 26 gennaio 1980.

## Palmarès

### Mondiali
- 2 medaglie:
  - 2 bronzi (combinata a Sankt Moritz 1974; slalom speciale a Garmisch-Partenkirchen 1978)

### Coppa del Mondo
- Miglior piazzamento in classifica generale: 2ª nel 1973 e nel 1974
- Vincitrice della Coppa del Mondo di slalom gigante nel 1973
- 42 podi:
  - 10 vittorie
  - 17 secondi posti
  - 15 terzi posti

#### Coppa del Mondo - vittorie
| Data             | Località         | Paese          | Specialità |
| ---------------- | ---------------- | -------------- | ---------- |
| 17 gennaio 1973  | Grindelwald      | Svizzera       | SL         |
| 21 gennaio 1973  | Les Contamines   | Francia        | GS         |
| 11 febbraio 1973 | Abetone          | Italia         | GS         |
| 14 gennaio 1974  | Grindelwald      | Svizzera       | GS         |
| 7 marzo 1974     | Vysoké Tatry     | Cecoslovacchia | GS         |
| 22 marzo 1975    | Val Gardena      | Italia         | PR         |
| 9 gennaio 1976   | Meiringen        | Svizzera       | GS         |
| 19 marzo 1976    | Mont-Sainte-Anne | Canada         | GS         |
| 29 gennaio 1977  | Megève           | Francia        | GS         |
| 27 febbraio 1977 | Furano           | Giappone       | GS         |

Legenda:

GS = slalom gigante

SL = slalom speciale

PR = slalom parallelo

### Campionati austriaci
- 13 medaglie[1]:
  - 4 ori (slalom speciale nel 1973; slalom gigante, slalom speciale, combinata nel 1976)
  - 6 argenti (slalom gigante, combinata[senza fonte] nel 1974; slalom gigante nel 1975; slalom speciale nel 1977; slalom speciale nel 1979; slalom gigante nel 1980)
  - 3 bronzi (slalom gigante nel 1972; slalom speciale nel 1974; discesa libera nel 1976)

### Campionati austriaci juniores
- 2 medaglie[1]:
  - 2 argenti (discesa libera, slalom gigante nel 1968)

## Statistiche

### Podi in Coppa del Mondo
| Stagione/Specialità | Discesa libera | Discesa libera | Discesa libera | Slalom gigante | Slalom gigante | Slalom gigante | Slalom speciale | Slalom speciale | Slalom speciale | Combinata | Combinata | Combinata | Slalom parallelo | Slalom parallelo | Slalom parallelo | Podi totali |
| ------------------- | -------------- | -------------- | -------------- | -------------- | -------------- | -------------- | --------------- | --------------- | --------------- | --------- | --------- | --------- | ---------------- | ---------------- | ---------------- | ----------- |
| Stagione/Specialità | 1º             | 2º             | 3º             | 1º             | 2º             | 3º             | 1º              | 2º              | 3º              | 1º        | 2º        | 3º        | 1º               | 2º               | 3º               | Podi totali |
| 1969                |                |                |                |                |                |                |                 |                 |                 |           |           |           |                  |                  |                  | 0           |
| 1970                |                |                |                |                |                |                |                 |                 |                 |           |           |           |                  |                  |                  | 0           |
| 1971                |                |                |                |                |                |                |                 |                 |                 |           |           |           |                  |                  |                  | 0           |
| 1972                |                |                |                |                | 2              | 2              |                 | 1               | 1               |           |           |           |                  |                  |                  | 6           |
| 1973                |                | 1              |                | 2              | 4              |                | 1               |                 | 1               |           |           |           |                  |                  |                  | 9           |
| 1974                |                |                |                | 2              |                |                |                 |                 | 1               |           |           |           |                  |                  |                  | 3           |
| 1975                |                |                |                |                | 3              |                |                 |                 | 1               |           |           |           | 1                |                  |                  | 5           |
| 1976                |                |                |                | 2              |                | 4              |                 | 1               |                 |           | 1         |           |                  |                  |                  | 8           |
| 1977                |                |                |                | 2              | 1              | 1              |                 | 1               | 2               |           |           | 1         |                  |                  |                  | 8           |
| 1978                |                |                |                |                | 2              | 1              |                 |                 |                 |           |           |           |                  |                  |                  | 3           |
| 1979                |                |                |                |                |                |                |                 |                 |                 |           |           |           |                  |                  |                  | 0           |
| 1980                |                |                |                |                |                |                |                 |                 |                 |           |           |           |                  |                  |                  | 0           |
| Totale              | 0              | 1              | 0              | 8              | 12             | 8              | 1               | 3               | 6               | 0         | 1         | 1         | 1                | 0                | 0                | 42          |
| Totale              | 1              | 1              | 1              | 28             | 28             | 28             | 10              | 10              | 10              | 2         | 2         | 2         | 1                | 1                | 1                | 42          |